# Mariannaea superimposita
Mariannaea superimposita är en svampart som först beskrevs av Matsush., och fick sitt nu gällande namn av Samuels 1989. Mariannaea superimposita ingår i släktet Mariannaea och familjen Nectriaceae.   Inga underarter finns listade i Catalogue of Life.